# Franceso La Rosa
Francesco La Rosa (9. prosinec 1926, Messina, Italské království – 8. duben 2020, Milán, Itálie) byl italský fotbalový útočník.
Za reprezentaci odehrál oba zápasy na OH 1952.

## Statistika

### Reprezentační

#### Statistika na velkých turnajích
| Reprezentace | Rok     | Zápasy       | Zápasy | Zápasy   | Zápasy           | Zápasy           | Zápasy   |
| Reprezentace | Rok     | Fáze turnaje | Datum  | Soupeř   | Odehraných minut | Vstřelené branky | Výsledek |
| ------------ | ------- | ------------ | ------ | -------- | ---------------- | ---------------- | -------- |
| Itálie       | OH 1952 | Předkolo     | 16. 7. | USA      | 90               | 0                | 8:0      |
| Itálie       | OH 1952 | 1. kolo      | 21. 7. | Maďarsko | 90               | 0                | 0:3      |

## Úspěchy

### Reprezentační
- 1× na OH (1952)